# 1718 Namibia
1718 Namibia è un asteroide della fascia principale. Scoperto nel 1942, presenta un'orbita caratterizzata da un semiasse maggiore pari a 2,3655946 UA e da un'eccentricità di 0,2779522, inclinata di 7,70364° rispetto all'eclittica.
L'asteroide è dedicato all'omonimo stato africano, dove lo scopritore ha vissuto molti anni, insegnando ai figli dei missionari finlandesi.